# 昆廷·斯金纳
昆廷·斯金纳（英語：Quentin Robert Duthie Skinner，1940年—）英国思想史学者，政治思想史剑桥学派创始人之一。1996年至2008年间，他担任剑桥大学的雷吉斯历史教授。他目前是伦敦玛丽王后大学政治思想史研究中心的人文科学教授，2006年获巴尔赞奖。

## 生平
1940年11月26日，昆廷·斯金納生於奧爾德姆，他從七歲起就在貝德福德學校接受教育。他獲得了劍橋大學岡維爾和凱厄斯學院的入學獎學金，並於1962年以雙星第一的成績從那裡畢業。畢業後斯金納留在學院做研究員，1962年，轉到劍橋基督學院任教學研究員；1965年，被任命為劍橋大學歷史學院的講師；2008年搬到倫敦大學。1974年，他受邀到普林斯頓高等研究院訪學，他回到劍橋後轉任政治學教授。